# Entremont-le-Vieux
Entremont-le-Vieux è un comune francese di 590 abitanti situato nel dipartimento della Savoia della regione dell'Alvernia-Rodano-Alpi.

## Società

### Evoluzione demografica
Abitanti censiti